# Baldersheim
Baldersheim är en kommun i departementet Haut-Rhin i regionen Grand Est (tidigare regionen Alsace) i nordöstra Frankrike. Kommunen ligger i kantonen Illzach som tillhör arrondissementet Mulhouse. År 2022 hade Baldersheim 2 577 invånare.

## Befolkningsutveckling
Antalet invånare i kommunen Baldersheim
| Referens: INSEE |